# Ligue 2 2021-22
La temporada 2021–22 de la Ligue 2 fue la 83 temporada desde su creación. Segundo nivel en la jerarquía del fútbol en Francia después de la Ligue 1, el campeonato estuvo compuesto por 20 clubes profesionales. El torneo fue organizado por la Ligue de Football Professionnel. Por motivos comerciales el torneo se llamó Ligue 2 BKT.

## Relevos
| Pos. | a Ligue 1 2021-22  |
| ---- | ------------------ |
| 1.º  | E. S. Troyes A. C. |
| 2.º  | Clermont Foot 63   |

| Pos. | a Ligue 2 2021-22 |
| ---- | ----------------- |
| 19.º | Nîmes Olympique   |
| 20.º | Dijon F. C. O.    |

| Pos. | a Ligue 2 2021-22 |
| ---- | ----------------- |
| 1.º  | S. C. Bastia      |
| 2.º  | U. S. Quevilly    |

| Pos. | a Championnat National 2021-22 |
| ---- | ------------------------------ |
| 19.º | F. C. Chambly                  |
| 20.º | L. B. Châteauroux              |

## Equipos participantes

### Información de los equipos
| Equipo       | Ciudad       | Estadio                     | Capacidad | Entrenador              | Capitán             |
| ------------ | ------------ | --------------------------- | --------- | ----------------------- | ------------------- |
| Nancy        | Nancy        | Stade Marcel Picot          | 20 087    | Albert Cartier          | Ernest Seka         |
| Ajaccio      | Ajaccio      | Estadio François-Coty       | 13 520    | Olivier Pantaloni       | Cédric Avinel       |
| Amiens       | Amiens       | Estadio de la Licorne       | 12 097    | Philippe Hinschberger   | Arnaud Lusamba      |
| Dijon        | Dijon        | Stade Gaston Gérard         | 16 098    | Patrice Garande         | Bruno Ecuele Manga  |
| Guingamp     | Guingamp     | Stade du Roudourou          | 18 126    | Stéphane Dumont         | Christophe Kerbrat  |
| Sochaux      | Montbéliard  | Stade Auguste Bonal         | 20 005    | Omar Daf                | Maxence Prévot      |
| Le Havre     | El Havre     | Stade Océane                | 25 178    | Paul Le Guen            | Alexandre Bonnet    |
| Rodez        | Rodez        | Stade Paul-Lignon           | 2 433     | Laurent Peyrelade       | Pierre Bardy        |
| SC Bastia    | Bastia       | Stade Armand Cesari         | 16 500    | Régis Brouard           | Gilles Cioni        |
| Quevilly     | Ruan         | Stade Robert Diochon        | 12 018    | Fabien Mercadal         | Romain Padovani     |
| Valenciennes | Valenciennes | Estadio de Hainaut          | 25 000    | Christophe Delmotte INT | Laurent Dos Santos  |
| Auxerre      | Auxerre      | Estadio de l'Abbé-Deschamps | 23 467    | Jean-Marc Furlan        | Birama Touré        |
| Caen         | Caen         | Estadio Michel d'Ornano     | 21 500    | Stéphane Moulin         | Jonathan Rivierez   |
| Dunkerque    | Dunkerque    | Stade Marcel-Tribut         | 4200      | Romain Revelli          | Axel Maraval        |
| Grenoble     | Grenoble     | Stade des Alpes             | 20 000    | Vincent Hognon          | Brice Maubleu       |
| Nimes        | Nimes        | Stade des Costières         | 18 482    | Nicolas Usaï            | Anthony Briançon    |
| Niort        | Niort        | Estadio René Gaillard       | 11 352    | Sébastien Desabre       | Dylan Louiserre     |
| Paris        | París        | Estadio Charléty            | 20 000    | Thierry Laurey          | Vincent Demarconnay |
| Pau          | Pau          | Nouste Camp                 | 4031      | Didier Tholot           | Antoine Batisse     |
| Toulouse     | Toulouse     | Stade de Toulouse           | 33 000    | Philippe Montanier      | Brecht Dejaegere    |

### Cambios de entrenadores
| Equipo                   | Entrenador (Jornadas)     | Fecha de vacante         | Tipo de salida           | Posición en la tabla | Entrenador entrante     | Fecha de nombramiento    |
| ------------------------ | ------------------------- | ------------------------ | ------------------------ | -------------------- | ----------------------- | ------------------------ |
| AS Nancy-Lorraine        | Jean-Louis Garcia         | 20 de mayo de 2021       | Fin de contrato          | Pretemporada         | Daniel Stendel          | 20 de mayo de 2021       |
| Union Dunkerque          | Fabien Mercadal           | 31 de mayo de 2021       | Mutuo acuerdo            | Pretemporada         | Romain Revelli          | 31 de mayo de 2021       |
| Toulouse FC              | Patrice Garande           | 2 de junio de 2021       | Despedido                | Pretemporada         | Philippe Montanier      | 23 de junio de 2021      |
| Amiens SC                | Oswald Tanchot            | 16 de junio de 2021      | Mutuo acuerdo            | Pretemporada         | Philippe Hinschberger   | 16 de junio de 2021      |
| Grenoble Foot            | Philippe Hinschberger     | 16 de junio de 2021      | Fichado por el Amiens SC | Pretemporada         | Maurizio Jacobacci      | 18 de junio de 2021      |
| Paris FC                 | René Girard               | 18 de junio de 2021      | Renuncia                 | Pretemporada         | Thierry Laurey          | 20 de junio de 2021      |
| SM Caen                  | Fabrice Vandeputte        | 30 de junio de 2021      | Fin de interinidad       | Pretemporada         | Stéphane Moulin         | 1 de julio de 2021       |
| EA Guingamp              | Frédéric Bompard          | 30 de junio de 2021      | Fin de interinidad       | Pretemporada         | Stéphane Dumont         | 1 de julio de 2021       |
| Dijon Football Côte d'Or | David Linarès (1-5)       | 23 de agosto de 2021     | Despedido                | 19.º                 | Patrice Garande         | 23 de agosto de 2021     |
| SC Bastia                | Mathieu Chabert (1-9)     | 22 de septiembre de 2021 | Despedido                | 18.º                 | Régis Brouard           | 2 de octubre de 2021     |
| AS Nancy-Lorraine        | Daniel Stendel (1-10)     | 25 de septiembre de 2021 | Despedido                | 20.º                 | Benoît Pedretti INT     | 25 de septiembre de 2021 |
| Valenciennes FC          | Olivier Guégan (1-14)     | 5 de noviembre de 2021   | Despedido                | 16.º                 | Christophe Delmotte INT | 5 de noviembre de 2021   |
| Grenoble Foot            | Maurizio Jacobacci (1-18) | 14 de diciembre de 2021  | Despedido                | 15.º                 | Vincent Hognon          | 29 de diciembre de 2021  |
| US Quevilly              | Bruno Irles (1-19)        | 3 de enero de 2022       | Fichado por el ES Troyes | 11.º                 | Fabien Mercadal         | 4 de enero de 2022       |
| AS Nancy-Lorraine        | Benoît Pedretti (11-19)   | 3 de enero de 2022       | Fin de interinidad       | 20.º                 | Albert Cartier          | 3 de enero de 2022       |
| Nîmes Olympique          | Pascal Plancque           | 4 de enero de 2022       | Despedido                | 12.º                 | Nicolas Usaï            | 4 de enero de 2022       |

### Equipos por departamento
| Región histórica o Departamento | N.º | Equipos                            |
| ------------------------------- | --- | ---------------------------------- |
| Nueva Aquitania                 | 2   | Pau FC y Niort FC                  |
| Córcega                         | 2   | Athletic Ajaccio y Sporting Bastia |
| Sena Marítimo                   | 2   | Havre Athletic e Unión Quevilly    |
| Norte                           | 2   | Unión Dunkerque y Valenciennes FC  |
| Côte-d'Or                       | 1   | Dijon FCO                          |
| Meurthe y Mosela                | 1   | AS Nancy                           |
| Somme                           | 1   | Amiens SC                          |
| Costas de Armor                 | 1   | EA Guingamp                        |
| Doubs                           | 1   | FC Sochaux                         |
| Aveyron                         | 1   | Rodez AF                           |
| Yonne                           | 1   | AJ Auxerre                         |
| Calvados                        | 1   | Stade Caen                         |
| Isère                           | 1   | Grenoble Foot                      |
| Gard                            | 1   | Nîmes Olympique                    |
| Alto Garona                     | 1   | Toulouse                           |
| París                           | 1   | París FC                           |

## Desarrollo

### Clasificación
| Pos. | Equipo          | Pts. | PJ | G  | E  | P  | GF | GC | Dif. | Clasificación 2022–23              |
| ---- | --------------- | ---- | -- | -- | -- | -- | -- | -- | ---- | ---------------------------------- |
| 1    | Toulouse (C, A) | 79   | 38 | 23 | 10 | 5  | 82 | 33 | +49  | Ascenso a la Ligue 1               |
| 2    | Ajaccio (A)     | 75   | 38 | 22 | 9  | 7  | 39 | 19 | +20  | Ascenso a la Ligue 1               |
| 3    | Auxerre (A)     | 74   | 38 | 21 | 11 | 6  | 61 | 39 | +22  | Play-offs para la Ligue 1          |
| 4    | París           | 70   | 38 | 20 | 10 | 8  | 54 | 35 | +19  | Play-offs para la Ligue 1          |
| 5    | Sochaux         | 68   | 38 | 19 | 11 | 8  | 47 | 34 | +13  | Play-offs para la Ligue 1          |
| 6    | Guingamp        | 58   | 38 | 15 | 13 | 10 | 52 | 48 | +4   |                                    |
| 7    | Caen            | 50   | 38 | 13 | 11 | 14 | 51 | 42 | +9   |                                    |
| 8    | Le Havre        | 50   | 38 | 13 | 11 | 14 | 38 | 41 | −3   |                                    |
| 9    | Nîmes           | 49   | 38 | 14 | 7  | 17 | 44 | 51 | −7   |                                    |
| 10   | Pau             | 49   | 38 | 14 | 7  | 17 | 41 | 49 | −8   |                                    |
| 11   | Dijon           | 47   | 38 | 13 | 8  | 17 | 48 | 53 | −5   |                                    |
| 12   | Bastia          | 46   | 38 | 10 | 16 | 12 | 38 | 36 | +2   |                                    |
| 13   | Niort           | 46   | 38 | 12 | 10 | 16 | 39 | 42 | −3   |                                    |
| 14   | Amiens          | 44   | 38 | 9  | 17 | 12 | 43 | 41 | +2   |                                    |
| 15   | Grenoble        | 44   | 38 | 12 | 8  | 18 | 32 | 44 | −12  |                                    |
| 16   | Valenciennes    | 44   | 38 | 10 | 14 | 14 | 34 | 47 | −13  |                                    |
| 17   | Rodez           | 43   | 38 | 10 | 13 | 15 | 32 | 42 | −10  |                                    |
| 18   | Quevilly (O)    | 40   | 38 | 10 | 10 | 18 | 33 | 50 | −17  | Play-offs de permanencia           |
| 19   | Dunkerque (D)   | 31   | 38 | 8  | 7  | 23 | 28 | 53 | −25  | Descenso a la Championnat National |
| 20   | Nancy (D)       | 27   | 38 | 6  | 9  | 23 | 32 | 69 | −37  | Descenso a la Championnat National |

 Fuente: Ligue 2

### Resultados
| Local \ Visitante | AJA | AMI | AUX | BAS | CAE | DIJ | DUN | GRE | GUI | HAC | NAN | NIM | NIO | QUE | PFC | PAU | ROD | SOC | TFC | VAL |
| ----------------- | --- | --- | --- | --- | --- | --- | --- | --- | --- | --- | --- | --- | --- | --- | --- | --- | --- | --- | --- | --- |
| Ajaccio           | —   | 3–1 | 0–0 | 0–1 | 2–0 | 1–0 | 2–1 | 1–0 | 0–1 | 2–1 | 2–0 | 1–0 | 0–0 | 0–1 | 1–0 | 2–1 | 2–1 | 1–0 | 1–0 | 0–0 |
| Amiens            | 0–1 | —   | 1–2 | 0–0 | 0–0 | 1–1 | 3–0 | 4–1 | 3–0 | 0–2 | 1–0 | 3–0 | 3–1 | 1–3 | 1–2 | 2–2 | 0–1 | 0–0 | 0–0 | 3–0 |
| Auxerre           | 0–0 | 2–1 | —   | 1–0 | 2–2 | 2–1 | 1–0 | 3–0 | 1–2 | 2–3 | 1–1 | 2–2 | 4–0 | 1–0 | 1–2 | 4–1 | 1–0 | 3–2 | 1–2 | 1–0 |
| Bastia            | 2–0 | 0–0 | 1–1 | —   | 1–1 | 0–0 | 1–0 | 0–0 | 1–2 | 0–0 | 1–1 | 1–1 | 2–0 | 3–0 | 2–1 | 1–1 | 0–1 | 2–2 | 0–0 | 1–1 |
| Caen              | 2–0 | 1–1 | 1–1 | 2–1 | —   | 0–1 | 2–1 | 0–1 | 2–0 | 2–2 | 1–0 | 4–0 | 0–2 | 2–0 | 0–1 | 1–2 | 4–0 | 1–2 | 4–1 | 1–2 |
| Dijon             | 0–3 | 1–0 | 3–1 | 2–1 | 1–0 | —   | 2–0 | 1–0 | 3–3 | 2–0 | 2–3 | 1–2 | 2–2 | 1–0 | 0–1 | 0–1 | 1–1 | 1–3 | 2–4 | 0–1 |
| Dunkerque         | 0–1 | 0–0 | 0–2 | 2–0 | 1–1 | 2–1 | —   | 0–3 | 1–3 | 1–0 | 0–0 | 0–2 | 1–2 | 1–1 | 1–1 | 1–0 | 2–0 | 0–0 | 0–2 | 1–2 |
| Grenoble          | 1–1 | 1–1 | 0–1 | 1–1 | 0–2 | 1–2 | 1–0 | —   | 0–0 | 1–2 | 4–1 | 2–1 | 1–0 | 2–0 | 0–4 | 2–0 | 0–0 | 1–3 | 0–2 | 3–0 |
| Guingamp          | 1–1 | 0–2 | 1–1 | 2–3 | 2–1 | 3–2 | 2–1 | 0–0 | —   | 2–1 | 3–1 | 3–1 | 1–0 | 1–1 | 1–1 | 3–0 | 2–1 | 1–2 | 2–4 | 1–1 |
| Le Havre          | 0–1 | 1–1 | 1–2 | 2–4 | 2–4 | 2–0 | 2–1 | 0–1 | 0–0 | —   | 1–0 | 0–1 | 2–1 | 1–0 | 1–2 | 1–0 | 0–0 | 0–1 | 1–1 | 0–0 |
| Nancy             | 0–2 | 1–1 | 1–4 | 2–1 | 1–1 | 0–3 | 2–0 | 0–1 | 2–1 | 1–1 | —   | 1–3 | 0–2 | 0–3 | 3–0 | 2–3 | 0–2 | 0–0 | 0–4 | 0–1 |
| Nîmes             | 0–2 | 3–3 | 1–2 | 0–2 | 0–0 | 2–1 | 0–1 | 3–1 | 0–2 | 0–1 | 2–1 | —   | 1–2 | 2–1 | 1–1 | 0–0 | 3–2 | 1–3 | 1–2 | 2–1 |
| Niort             | 0–1 | 0–0 | 0–1 | 1–1 | 0–1 | 1–3 | 2–0 | 1–0 | 2–0 | 0–0 | 1–3 | 0–0 | —   | 2–0 | 4–1 | 3–0 | 0–2 | 1–1 | 2–1 | 1–2 |
| Quevilly-Rouen    | 0–0 | 1–1 | 0–0 | 1–2 | 2–2 | 2–1 | 3–1 | 1–0 | 2–2 | 0–2 | 2–1 | 0–1 | 0–3 | —   | 0–1 | 1–2 | 2–0 | 0–2 | 0–0 | 1–1 |
| París F. C.       | 2–0 | 1–0 | 1–1 | 1–0 | 1–0 | 2–2 | 2–1 | 2–0 | 0–1 | 2–2 | 1–1 | 2–0 | 2–0 | 3–0 | —   | 1–1 | 1–0 | 3–1 | 2–2 | 1–1 |
| Pau               | 1–0 | 2–1 | 1–4 | 2–0 | 1–0 | 2–0 | 1–2 | 0–1 | 2–0 | 2–1 | 2–1 | 0–3 | 2–2 | 1–2 | 1–0 | —   | 4–0 | 0–1 | 0–1 | 1–1 |
| Rodez             | 0–2 | 1–1 | 1–3 | 0–0 | 2–0 | 0–2 | 2–2 | 1–1 | 1–1 | 0–0 | 1–1 | 1–0 | 1–1 | 3–0 | 0–1 | 1–0 | —   | 0–1 | 1–0 | 0–0 |
| Sochaux           | 0–1 | 1–1 | 0–0 | 2–1 | 3–2 | 2–2 | 1–0 | 1–0 | 1–0 | 0–2 | 1–0 | 0–1 | 1–0 | 1–1 | 2–0 | 2–1 | 2–0 | —   | 1–1 | 1–1 |
| Toulouse          | 2–2 | 6–0 | 6–0 | 1–0 | 2–3 | 4–1 | 2–0 | 4–1 | 2–2 | 4–0 | 4–0 | 2–1 | 2–0 | 2–0 | 2–1 | 1–1 | 1–1 | 4–1 | —   | 1–0 |
| Valenciennes      | 0–0 | 0–2 | 1–2 | 2–1 | 1–1 | 0–0 | 1–3 | 1–0 | 1–1 | 0–1 | 6–1 | 0–3 | 0–0 | 1–2 | 1–4 | 1–0 | 1–4 | 1–0 | 1–3 | —   |

## Play-offs para la Ligue 1

### Cuadro de desarrollo
|  | Primera ronda | Primera ronda       | Primera ronda |                       |       | Segunda ronda | Segunda ronda | Segunda ronda |   |   | Promoción | Promoción | Promoción | Promoción | Promoción |  |
|  |               |                     |               |                       |       |               |               |               |   |   |           |           |           |           |           |  |
|  |               |                     |               |                       |       |               |               |               |   |   |           |           |           |           |           |  |
|  | 4             | París F. C.         | 1             |                       |       |               |               |               |   |   |           |           |           |           |           |  |
|  | 4             | París F. C.         | 1             |                       |       |               |               |               |   |   |           |           |           |           |           |  |
|  | 5             | Sochaux-Montbéliard | 2             |                       |       |               |               |               |   |   |           |           |           |           |           |  |
|  | 5             | Sochaux-Montbéliard | 2             |                       | 3     | A. J. Auxerre | 0 (5)         |               |   |   |           |           |           |           |           |  |
|  |               |                     |               |                       | 3     | A. J. Auxerre | 0 (5)         |               |   |   |           |           |           |           |           |  |
|  |               |                     | 5             | Sochaux-Montbéliard   | 0 (4) |               |               |               |   |   |           |           |           |           |           |  |
|  |               |                     | 5             | Sochaux-Montbéliard   | 0 (4) |               |               |               |   |   |           |           |           |           |           |  |
|  |               |                     |               |                       |       |               |               |               |   |   |           |           |           |           |           |  |
|  |               |                     |               |                       |       |               |               |               |   |   |           |           |           |           |           |  |
|  |               |                     |               |                       |       |               | 3             | A. J. Auxerre | 1 | 1 | 2 (5)     |           |           |           |           |  |
|  |               |                     |               |                       |       |               |               |               | 1 | 1 | 2 (5)     |           |           |           |           |  |
|  |               |                     | 18            | A. S. Saint-ÉtienneL1 | 1     | 1             | 2 (4)         |               |   |   |           |           |           |           |           |  |
|  |               |                     | 18            | A. S. Saint-ÉtienneL1 | 1     | 1             | 2 (4)         |               |   |   |           |           |           |           |           |  |
|  |               |                     |               |                       |       |               |               |               |   |   |           |           |           |           |           |  |
|  |               |                     |               |                       |       |               |               |               |   |   |           |           |           |           |           |  |
|  |               |                     |               |                       |       |               |               |               |   |   |           |           |           |           |           |  |
|  |               |                     |               |                       |       |               |               |               |   |   |           |           |           |           |           |  |
|  |               |                     |               |                       |       |               |               |               |   |   |           |           |           |           |           |  |
|  |               |                     |               |                       |       |               |               |               |   |   |           |           |           |           |           |  |
|  |               |                     |               |                       |       |               |               |               |   |   |           |           |           |           |           |  |
|  |               |                     |               |                       |       |               |               |               |   |   |           |           |           |           |           |  |
|  |               |                     |               |                       |       |               |               |               |   |   |           |           |           |           |           |  |
|  |               |                     |               |                       |       |               |               |               |   |   |           |           |           |           |           |  |

### Primera ronda
| 17 de mayo de 2022 | París F. C. | 1 – 2   | Sochaux-Montbéliard            | Estadio Charléty, París     |                             |
| 20:30 CEST         | Siby 6'     | Reporte | - Ambri 45+1' - Do Couto 90+2' | Árbitro(s): Jérémie Pignard | Árbitro(s): Jérémie Pignard |

### Segunda ronda
| 20 de mayo de 2022 | A. J. Auxerre                                     | 0 – 0 (t. s.)(5 – 4 p.)    | Sochaux-Montbéliard                          | Estadio de l'Abbé-Deschamps, Auxerre |                            |
| 20:30 CEST         |                                                   | Reporte                    |                                              | Árbitro(s): Jérôme Brisard           | Árbitro(s): Jérôme Brisard |
|                    |                                                   | Tiros desde el punto penal |                                              |                                      |                            |
|                    | - Dugimont - Jubal - Perrin - Charbonnier - Touré |                            | - Pogba - Henry - Kitala - Virginius - Ambri |                                      |                            |

### Final
| Ida; 26 de mayo de 2022 | A. J. Auxerre | 1 – 1   | A. S. Saint-Étienne | Estadio de l'Abbé-Deschamps, Auxerre |                           |
| 19:00 CEST              | Perrin 87'    | Reporte | Youssouf 15'        | Árbitro(s): Benoît Millot            | Árbitro(s): Benoît Millot |

| Vuelta; 29 de mayo de 2022 | A. S. Saint-Étienne                                    | 1 – 1 (t. s.)(4 – 5 p.)(Global 2 – 2) | A. J. Auxerre                                          | Estadio Geoffroy-Guichard, Saint-Étienne |                            |
| 19:00 CEST                 | Camara 76'                                             | Reporte                               | Sakhi 51'                                              | Árbitro(s): Antony Gautier               | Árbitro(s): Antony Gautier |
|                            |                                                        | Tiros desde el punto penal            |                                                        |                                          |                            |
|                            | Boudebouz · Arnand Nordin · Trauco · Dioussé · Bouanga |                                       | Dugimont · Jubal · Perrin · Charbonnier · Birama Touré |                                          |                            |

- Global: 2–2. A. J. Auxerre ganó 5-4 en la tanda de penaltis. Por tanto, ascendió a la Ligue 1 y el A. S. Saint-Étienne descendió a la Ligue 2.

## Play-off de descenso
Se llevará a cabo un desempate de descenso al final de la temporada entre el equipo clasificado en el puesto 18 de la Ligue 2 2021-22 y el equipo clasificado en el tercer puesto del Championnat National 2021-22. Se jugará a dos partidos el 24 y 29 de mayo.
| Ida; 24 de mayo de 2022 | F. C. Villefranche | 1 – 3   | U. S. Quevilly                    | Estadio Armand Chouffet, Villefranche-sur-Saône |                                 |
| 20:30 CEST              | Elisor 28' (pen.)  | Reporte | - Soumaré 30', 73' - Padovani 79' | Árbitro(s): Abdelatif Kherradji                 | Árbitro(s): Abdelatif Kherradji |

| Vuelta; 29 de mayo de 2022 | U. S. Quevilly | 2 – 0 (Global 5 – 1) | F. C. Villefranche | Estadio Robert-Diochon, Le Petit-Quevilly |                                    |
| 16:00 CEST                 | Nazon 50', 81' | Reporte              |                    | Árbitro(s): Alexandre Perreau Niel        | Árbitro(s): Alexandre Perreau Niel |

- U. S. Quevilly ganó por 5–1 en el marcador global, por lo que ambos equipos, se mantienen en sus categorías.

## Datos y estadísticas

### Récords
- Primer gol de la temporada: Anotado por Lamine Fomba, para el Nîmes contra el Bastia (24 de julio de 2021)
- Último gol de la temporada: Anotado por Alan Kerouedan, para el Rodez contra el Caen (14 de mayo de 2022)
- Gol más rápido: Anotado al minuto por Rhys Healey en el Nancy 0 - 4 Toulouse (31 de julio de 2021)
- Gol más cercano al final del encuentro: Anotado a los 95 minutos por Tolu Arokodare en el Nîmes 3 - 3 Amiens (18 de septiembre de 2021).
- Mayor número de goles marcados en un partido: 7 goles, en el Valenciennes 6 - 1 Nancy (1 de febrero de 2022)
- Partido con más espectadores: 28.032, en el Toulouse vs. Paris FC (2 de abril de 2022)
- Partido con menos espectadores: 309, en el Grenoble vs. Guingamp (7 de agosto de 2021)
- Mayor victoria local: Toulouse 6 - 0 Auxerre (16 de octubre de 2021), Toulouse 6 - 0 Amiens (15 de mayo de 2022).
- Mayor victoria visitante: Grenoble 0 - 4 Paris FC (24 de julio de 2021), Nancy 0 - 4 Toulouse (31 de julio de 2021).

## Goleadores
Estos fueron los goleadores de la Ligue 2, temporada 2021-2022: 
| N.° | Jugadores             | Equipo          | Goles |
| --- | --------------------- | --------------- | ----- |
| 1   | Rhys Healy            | Toulouse        | 20    |
| 2   | Gaëtan Charbonnier    | Auxerre         | 17    |
| 3   | Alexandre Mendy       | Caen            | 16    |
| 4   | Frantzdy Pierrot      | Guingamp        | 15    |
| 5   | Aliou Badji           | Amiens          | 13    |
| 6   | Aurélien Scheidler    | Toulouse        | 12    |
| 7   | Branco Van Den Boomen | Toulouse        | 12    |
| 8   | Gauthier Hein         | Auxerre         | 11    |
| 9   | Rafael Ratão          | Dijon/ Toulouse | 11    |
| 10  | Moussa Koné           | Nimes           | 11    |
| 11  | Morgan Guilavogui     | Paris FC        | 11    |